# Каядэ

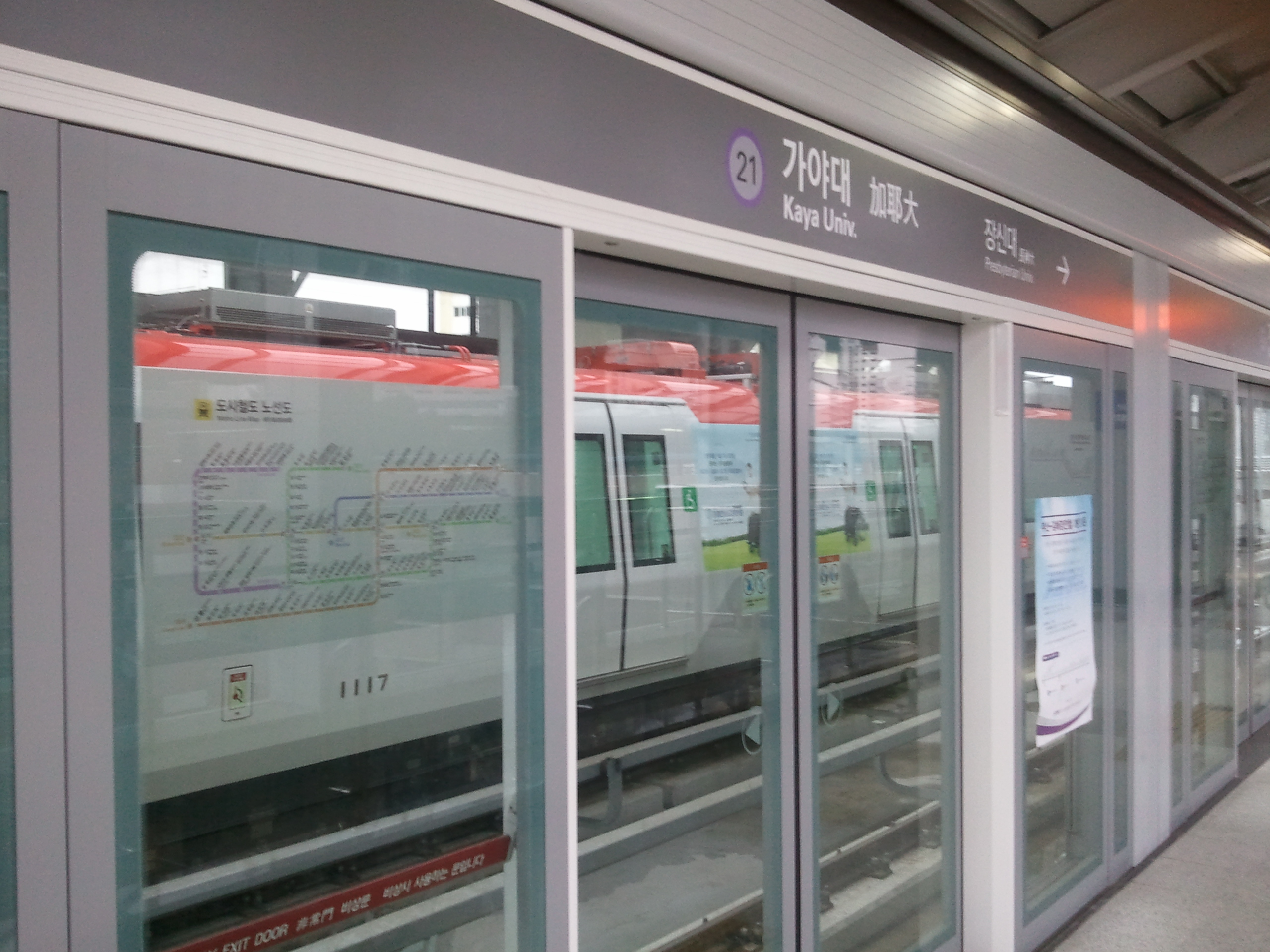
Платформа станции

«Каядэ» (кор. 가야대 — Университет Кая) — эстакадная и конечная станция Пусанского метро на линии Пусан — Кимхэ. Она представлена двумя боковыми платформами. Станция обслуживается АО «Легкорельсовый транспорт Пусан — Кимхэ». Расположена в квартале Самге-дон города Кимхэ провинции Кёнсан-Намдо (Республика Корея). На станции установлены платформенные раздвижные двери.
Станция была открыта 16 сентября 2011 года.
Университет Кая находится около 1,2 км от этой станции.
Открытие станции было совмещено с открытием всей линии Пусан — Кимхэ, длиной 23,9 км, и ещё 20 станций.